# 니우에 사커 토너먼트
니우에 사커 토너먼트(Niue Soccer Tournament)는 니우에에서 아마추어 기반의 최고의 축구 대회였다. 2021년 기준 10년 동안 니우에 축구 협회에서 주최했었다.